# کامنوگورسک
شهر کامنوگورسک (به روسی: Каменногорск) در کشور روسیه و در اوبلاست لنینگراد واقع شده‌است.